# Homogyne discolor
La  tossilaggine bianca (nome scientifico  Homogyne discolor   Cass., 1821) è una specie di pianta angiosperma dicotiledone della famiglia delle Asteraceae (sottofamiglia Asteroideae).

## Etimologia
Il nome del genere (Homogyne = simile a femmina) è stato attribuito dal botanico e naturalista francese Alexandre Henri Gabriel de Cassini (1781 – 1832) in una pubblicazione del 1816 e indica la grande somiglianza (soprattutto nello stilo), nei capolini di queste piante, tra i fiori femminili periferici e quelli ermafroditi centrali. L'epiteto specifico ( discolor) deriva da prefisso greco "dis-" che come il latino "bis-" significa due o due volte, e quindi di due o diversi colori in riferimento alla due facce delle foglie.
Il nome scientifico della specie è stato definito dal botanico Alexandre Henri Gabriel de Cassini (1781-1832) nella pubblicazione "Dictionnaire des Sciences Naturelles, dans lequel on traite méthodiquement des différens êtres de la nature, considérés soit en eux-mêmes, d'aprés l'état actuel de nos connoissances, soit relativement à l'utilité quén peuvent retirer la médecine, l'agriculture, le commerce et les arts. Strasbourg. Edition 2" (  Dict. Sci. Nat., ed. 2. [F. Cuvier] 21: 413) del 1821.

## Descrizione

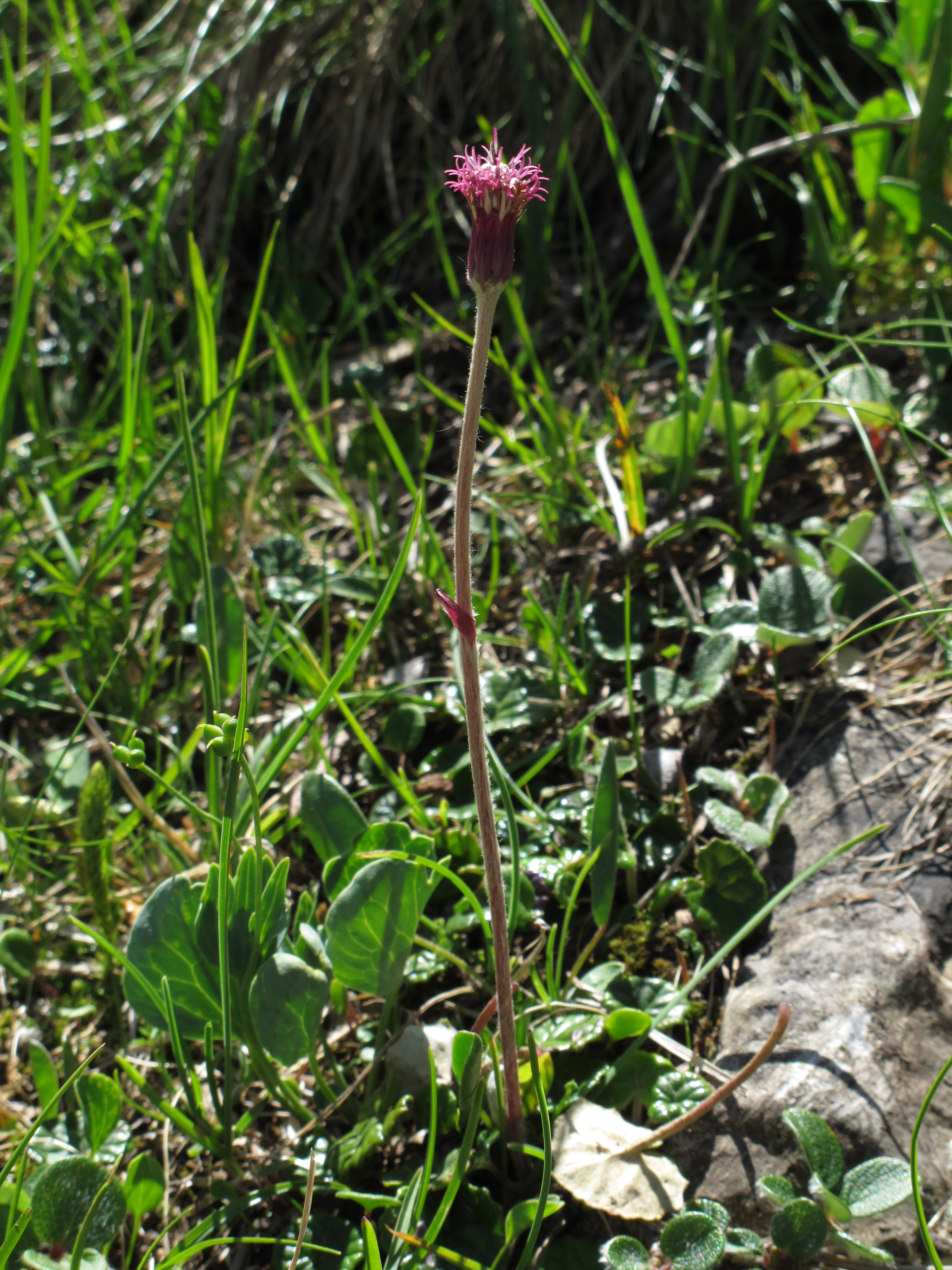
Il portamento

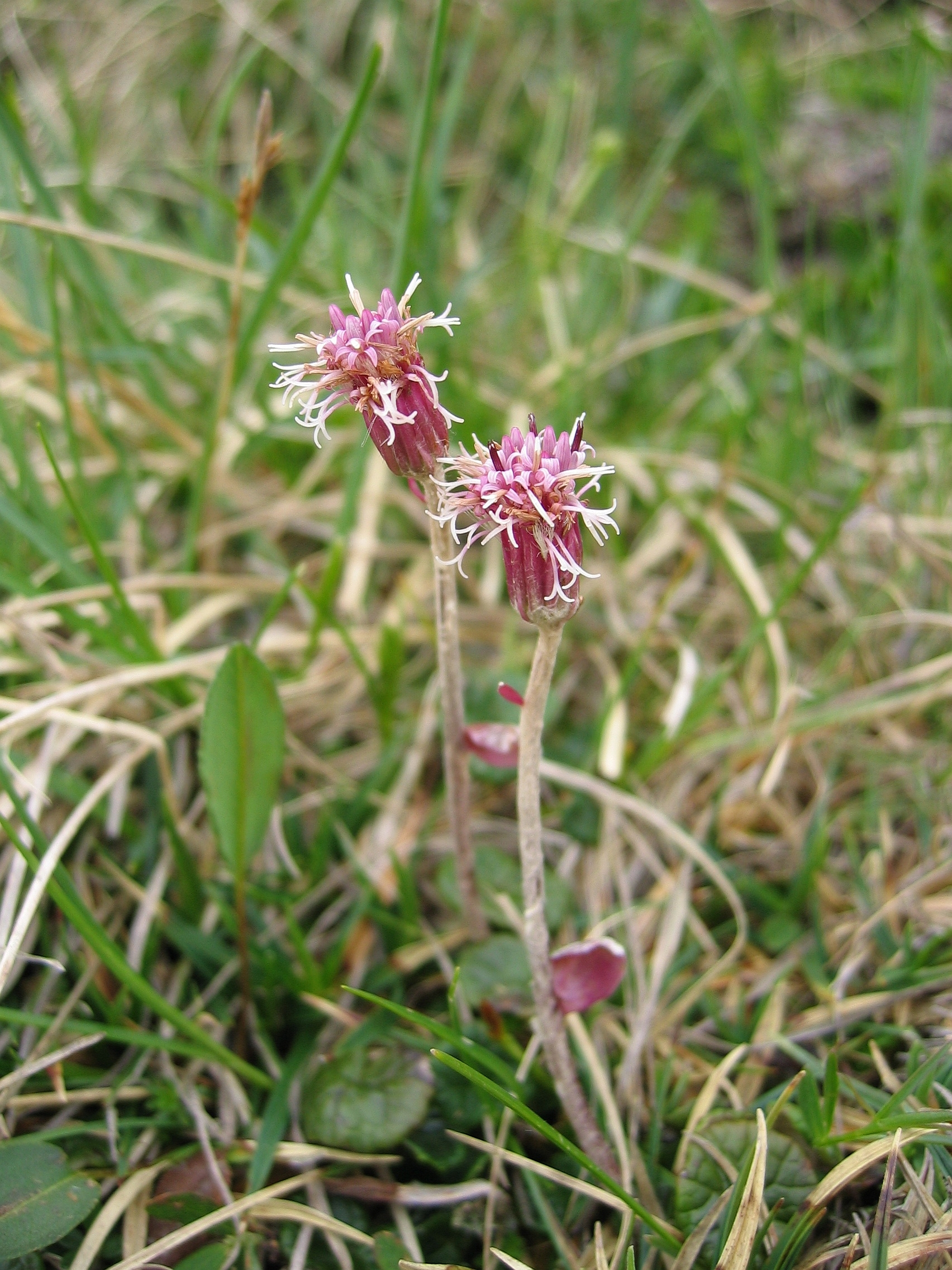
Infiorescenza

Habitus.  Le specie di questo genere hanno un habitus di tipo erbaceo perenne con altezze minime (da 5 a 15). La forma biologica del genere è emicriptofita rosulata (H ros); ossia sono piante perenni, con gemme svernanti al livello del suolo e protette dalla lettiera o dalla neve, con le foglie disposte a formare una rosetta basale.
Radici. Le radici sono secondarie da rizoma.
Fusto.
- Parte ipogea: la parte sotterranea consiste in un rizoma sottile e strisciante.
- Parte epigea: il fusto (un unico stelo che porta generalmente un solo fiore)  è eretto-ascendente, semplice e fioccoso-lanoso nella parte apicale.  La superficie del fusto nella parte basale è arrossata.

Foglie. Le foglie sono di due tipi: basali e caulinari a disposizione alterna. Lo sviluppo delle foglie è contemporaneo alla fioritura.
- Foglie basali: le foglie radicali sono coriacee e rugose ma quasi brillanti nel colore verde intenso di sopra, mentre la parte sottostante è bianco-tomentosa per peli infeltriti ed è priva di ghiandole. La forma della lamina in genere è largamente cordata o reniforme con una notevole insenatura al centro della base, ossia all'inserimento del picciolo; i bordi sono poco dentellati. Queste foglie sono raccolte in rosette basali alla base dello scapo fiorale e appaiono insieme alla fioritura (contrariamente alle specie di altri generi vicini come Tussilago e Petasites le cui foglie si fanno vedere a fioritura finita).
- Foglie cauline: il fusto possiede due-tre brevi brattee (o foglie squamiformi) distanziate una dall'altra.

Infiorescenza. L'infiorescenza è formata da un unico capolino (raramente due) lungamente peduncolato. La struttura del capolino è quella tipica delle Asteraceae: un peduncolo sorregge un involucro un po' ovale (ristretto all'apice) composto da diverse brattee lineari, ma non uguali fra di loro e disposte su un unico rango, eventualmente rinforzate da altre minori, che fanno da protezione al ricettacolo nudo (senza pagliette) sul quale s'inseriscono due tipi di fiori: i fiori femminili, quelli esterni ligulati (assenti in questa specie; in realtà alla periferia sono presenti dei fiori femminili, ma sono sempre del tipo tubuloso ma più filiformi), e i fiori ermafroditi quelli centrali tubulosi. Il colore dell'capolino è porpora.
Fiori.  I fiori sono tetra-ciclici (formati cioè da 4 verticilli: calice – corolla – androceo – gineceo) e pentameri (calice e corolla formati da 5 elementi). Sono inoltre ermafroditi, più precisamente i fiori del raggio (quelli ligulati e zigomorfi) sono femminili; in realtà, nelle specie di questo genere alla periferia sono presenti dei fiori femminili, ma sono sempre del tipo tubuloso ma più filiformi; mentre quelli del disco centrale (tubulosi e actinomorfi) sono bisessuali ("perfetti").
- Formula fiorale:

*/x K {\displaystyle \infty }, [C (5), A (5)], G 2 (infero), achenio
- Calice: i sepali del calice sono ridotti ad una coroncina di squame.
- Corolla: nella parte inferiore i petali della corolla sono saldati insieme e formano un tubo. In particolare le corolle dei fiori del disco centrale (tubulosi) terminano con delle fauci dilatate a raggiera con cinque brevi lobi più o meno patenti. Tutti i fiori sono profondamente divisi. Il colore delle corolle è bianco o rosa o bruno-porporino. Lunghezza dei fiori: 14 mm.
- Androceo: gli stami sono 5 con dei filamenti liberi. La parte basale del collare dei filamenti può essere dilatata. Le antere invece sono saldate fra di loro e formano un manicotto che circonda lo stilo. Le antere sono senza coda ("ecaudate") e alla base sono ottuse. La struttura delle antere è di tipo tetrasporangiato, raramente sono bisporangiate. Il tessuto endoteciale è radiale o polarizzato. Il polline è tricolporato (tipo "helianthoid").[13]
- Gineceo: lo stilo è biforcato con due stigmi nella parte apicale (le due estremità sono arcuate) e ben sporgente dal tubo corollino. La forma degli stigmi varia da subtroncata a ottusa; possono essere penicillate. L'apice degli stimmi possono essere arrossati. Le superfici stigmatiche sono continue.  L'ovario è infero uniloculare formato da 2 carpelli. Sporgenza dello stilo dall'apice della corolla: 2 mm.
- Antesi: da giugno ad agosto.

Frutti. I frutti sono degli acheni con pappo. La forma degli acheni è sub-cilindrica; la superficie è percorsa da 5 - 10 coste longitudinali e può essere glabra o talvolta pubescente. Non sempre il carpoforo è distinguibile. Il pappo è formato da numerose setole snelle, biancastre (peli semplici); possono essere sia persistenti che caduche; possono inoltre essere connate alla base.

## Biologia
Impollinazione: l'impollinazione avviene tramite insetti (impollinazione entomogama tramite farfalle diurne e notturne).

Riproduzione: la fecondazione avviene fondamentalmente tramite l'impollinazione dei fiori (vedi sopra).

Dispersione: i semi (gli acheni) cadendo a terra sono successivamente dispersi soprattutto da insetti tipo formiche (disseminazione mirmecoria). In questo tipo di piante avviene anche un altro tipo di dispersione: zoocoria. Infatti gli uncini delle brattee dell'involucro (se presenti) si agganciano ai peli degli animali di passaggio disperdendo così anche su lunghe distanze i semi della pianta. Inoltre per merito del pappo il vento può trasportare i semi anche a distanza di alcuni chilometri (disseminazione anemocora).

## Distribuzione e habitat

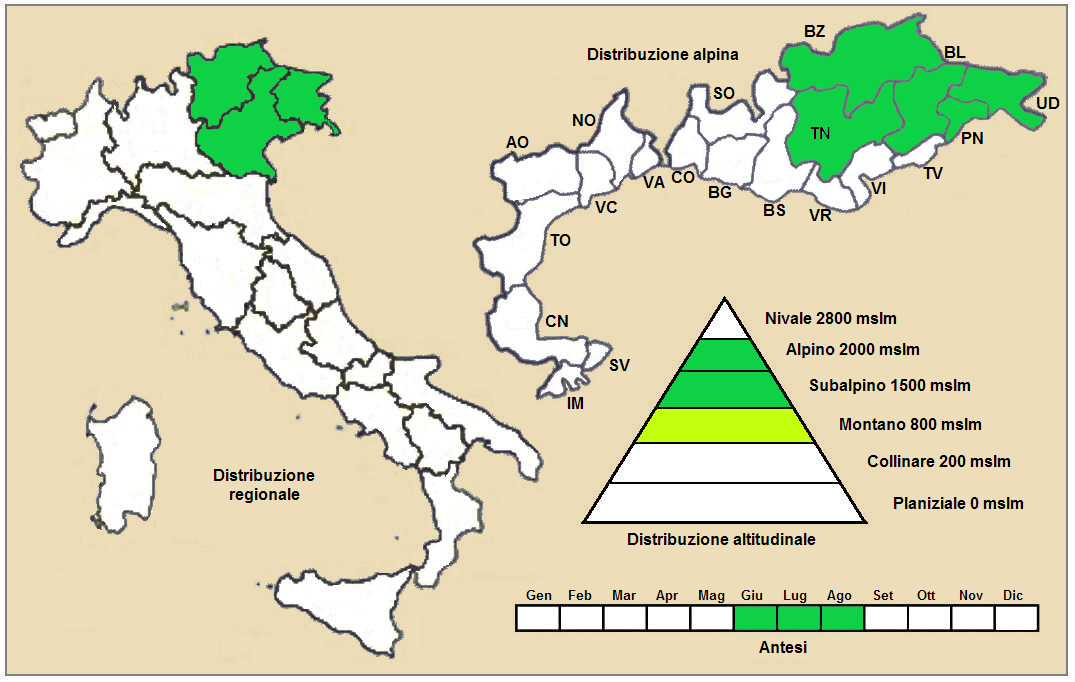
Distribuzione della pianta (Distribuzione regionale – Distribuzione alpina)

Geoelemento: il tipo corologico (area di origine) è  Endemico - Est Alpico.
Distribuzione: in Italia questa specie è rara e si trova nelle Alpi orientali. Fuori dall'Italia, sempre nelle Alpi, questa specie si trova in Austria e Slovenia. Sugli altri rilievi collegati alle Alpi è presente nelle Alpi Dinariche.
Habitat: l'habitat preferito per queste piante sono le vallette nivali e gli ambienti lungamente innevati. Il substrato preferito è calcareo con pH basico, bassi valori nutrizionali del terreno che deve essere mediamente umido.
Distribuzione altitudinale: sui rilievi alpini, in Italia, queste piante si possono trovare fino a quote comprese tra 1.800 a 2.600 m s.l.m.; nelle Alpi frequentano quindi i seguenti piani vegetazionali: subalpino e alpino e in parte quello montano.

## Fitosociologia
Dal punto di vista fitosociologico alpino Homogyne discolor appartiene alla seguente comunità vegetale:
Formazione: delle comunità delle praterie rase dei piani subalpino e alpino con dominanza di emicriptofite
Classe: Elyno-Seslerietea variae
Questa specie a volte è pioniera delle alleanze Arabidion e Thlaspion.

## Tassonomia
La famiglia di appartenenza di questa voce (Asteraceae o Compositae, nomen conservandum) probabilmente originaria del Sud America, è la più numerosa del mondo vegetale, comprende oltre 23.000 specie distribuite su 1.535 generi, oppure 22.750 specie e 1.530 generi secondo altre fonti (una delle checklist più aggiornata elenca fino a 1.679 generi). La famiglia attualmente (2021) è divisa in 16 sottofamiglie; la sottofamiglia Asteroideae è una di queste e rappresenta l'evoluzione più recente di tutta la famiglia.

### Filogenesi
Il genere di questa voce appartiene alla sottotribù Tussilagininae della tribù Senecioneae (una delle 21 tribù della sottofamiglia Asteroideae). La sottotribù descritta in tempi moderni da Bremer (1994), dopo le analisi di tipo filogenetico sul DNA del plastidio (Pelser et al., 2007) è risultata parafiletica con le sottotribù Othonninae e Brachyglottidinae annidiate al suo interno. Attualmente con questa nuova circoscrizione la sottotribù Tussilagininae s.s. risulta suddivisa in quattro subcladi.
Le “Tossilaggine”, tradizionalmente, fanno parte della sottofamiglia delle "Tubiflore" (o attualmente Asteroideae); sottofamiglia caratterizzata dall'avere capolini con fiori tubulosi al centro ed eventualmente fiori ligulati alla periferia, brattee dell'involucro ben sviluppate e frutti con pappo biancastro e morbido. Il genere di questa voce appartiene a un subclade abbastanza ben supportato comprendente i generi Endocellion, Homogyne, Petasites e Tussilago. Questi generi prediligono climi temperato/boreali in areali prevalentemente settentrionali e con una distribuzione eurasiatica con un unico rappresentante nel Nord America, vale a dire il polimorfo Petasites frigidus.
La specie  Homogyne discolor  è individuata dai seguenti caratteri:
- la parte inferiore delle foglie è bianco-tomentosa (peli infeltriti) e priva di ghiandole;
- i bordi delle foglie sono poco dentellati, quasi interi.

Il numero cromosomico della specie è 2n = 60.

### Sinonimi
Sono elencati alcuni sinonimi per questa entità:
- Petasites discolor Baumg., 1817
- Tussilago alpina  Scop., 1771
- Tussilago discolor  Jacq., 1775

### Specie simili
Le specie del genere Homogyne sono piante uniche, e normalmente poco confondibili con altre specie che vivono gli stessi habitat. Una certa somiglianza potrebbe essere riscontrabile con le specie del genere Petasites; i capolini in effetti sono molto simili ma con una grande differenza: l'infiorescenza dei Petasites è dotata di molti capolini, mentre l'infiorescenza della pianta di questa scheda generalmente ha un solo capolino. 

Più facile è invece la confusione con altre specie dello stesso genere:
- Homogyne alpina (L.) Cass. - Tossilaggine alpina: si differenzia per le foglie basali a contorno intero e con bordi dentellati; inoltre la parte inferiore delle foglie è colorata di verde chiaro con peli ghiandolari.
- Homogyne discolor (Jacq.) Cass. - Tossilaggine bianca: si differenzia in quanto sia il fusto (almeno nella parte alta) che la pagina inferiore delle foglie è bianco-tomentoso; il contorno delle foglie è più o meno intero.
- Homogyne sylvestris (Scop.) Cass. - Tossilaggine illirica: si differenzia per le dimensioni maggiori e per l'insenatura della parte basale-centro delle foglie (profonda fino a ¼ della lamina).